# سرژ پوگام
سرژ پوگام (به فرانسوی: Serge Paugam) (زاده ۹ مارس ۱۹۶۰ در لسنون در فینیستر)، جامعه‌شناس فرانسوی است.

## دوره اولیه
پوگام در ژوئن ۱۹۸۸ در مدرسه عالی مطالعات علوم اجتماعی (EHESS) از رساله دکتری خود در مورد رد صلاحیت اجتماعی در رشته جامعه‌شناسی دفاع کرد. مدیر پژوهش مرکز ملی پژوهش‌های علمی فرانسه و مدیر مطالعات EHESS شد. او نویسنده چندین کتاب کلاسیک در مورد فقر و بی‌ثباتی در فرانسه و خارج از کشور است. وی از سال ۲۰۰۴ تا ۲۰۰۹ مسئولیت تدریس دوره دکتری جامعه‌شناسی در EHESS را بر عهده داشت. او مجموعه ارتباط اجتماعی را در انتشارات دانشگاه فرانسه خلق و کارگردانی کرد. وی در سال ۲۰۱۰ با همین ناشر مجله «جامعه‌شناسی» را تأسیس کرد که از آن زمان تاکنون مدیریت آن را بر عهده داشته‌است. او مسئول تیم پژوهشی نابرابری‌های اجتماعی (ERIS) مرکز موریس هولباخ است. وی یکی از اعضای انجمن دوستان ریمون آرون است.
او پدر لنا پوگام، بازیگر و کارگردان است.

## موضوعات پژوهشی
او به دلیل تشریح مفهوم رد صلاحیت اجتماعی و انجام چندین برنامه پژوهشی تطبیقی، اعم از کمی و کیفی، در مورد اشکال ابتدایی فقر در جوامع مدرن شناخته شده‌است.
برنامه پژوهشی فعلی او به تحلیل بازتولید و تجدید نابرابری می‌پردازد ولی همچنین به مطالعه مبانی پیوندهای اجتماعی می‌پردازد که از طریق آنها می‌توان انواع مختلف فروپاشی‌های اجتماعی را تعریف و مفهوم سازی کرد. گونه‌شناسی پیوندهای اجتماعی که او ایجاد کرد، مطالعه آنچه افراد را به یکدیگر و به کل جامعه پیوند می‌دهد امکان‌پذیر می‌کند ولی این امکان را نیز فراهم می‌کند تا تحلیل کنیم که چگونه پیوندهای اجتماعی به‌طور هنجاری در هر جامعه در هم تنیده شده‌اند و چگونه از این تقاطع خاص تنظیم زندگی اجتماعی تولید می‌شود. این جهت‌گیری که بسط جامعه‌شناسی امیل دورکیم است، او را به مطالعه گستره جامعه و شناسایی و مقایسه آن چیزی سوق می‌دهد که او رژیم‌های دلبستگی می‌نامد.

## افتخارات
- برنده مدال برنز CNRS در سال ۱۹۹۱
- برنده مدال نقره CNRS در سال ۲۰۰۹[۲]